# Lista de parques estaduais da Flórida

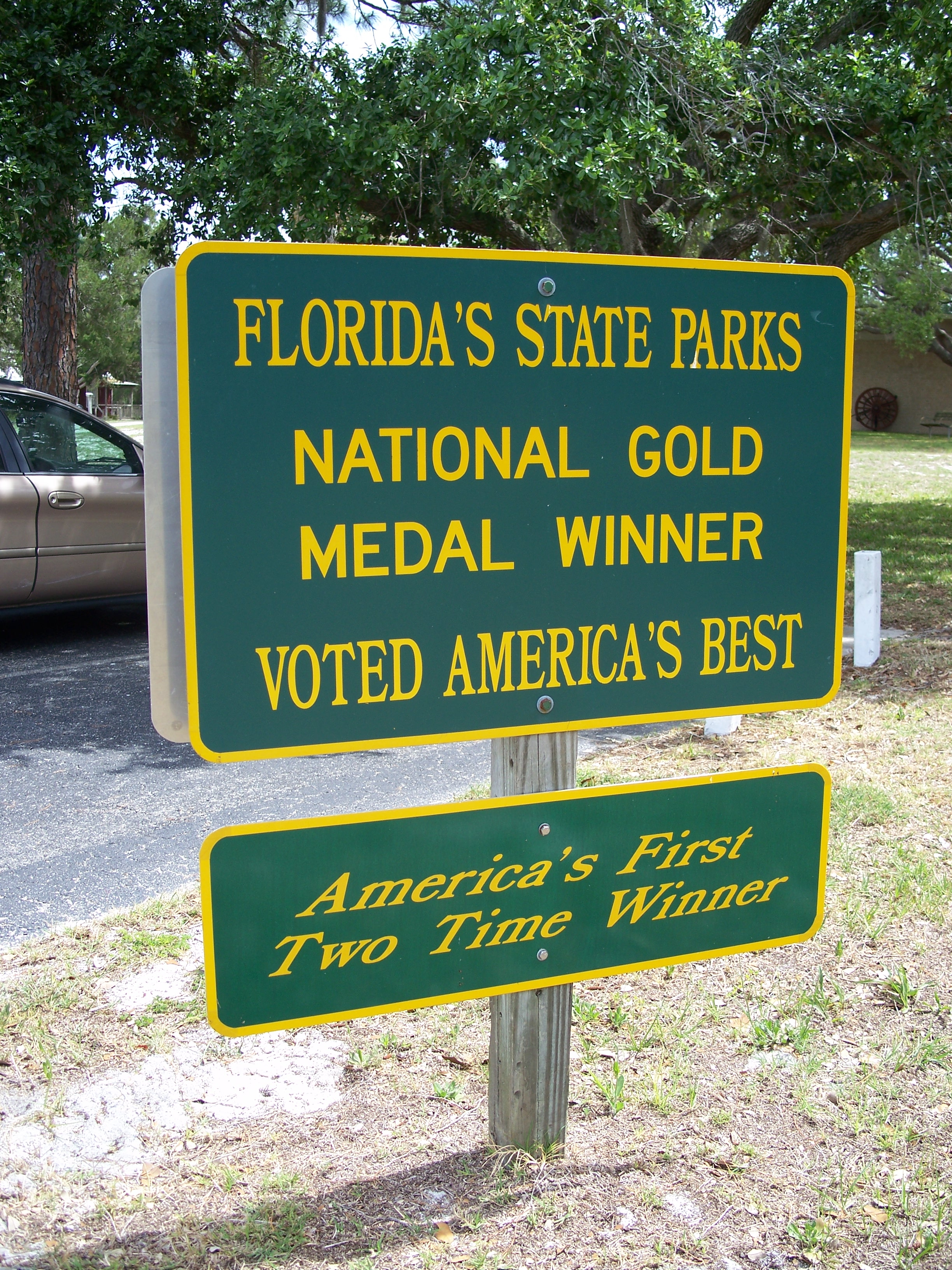
Marco do sistema de parques

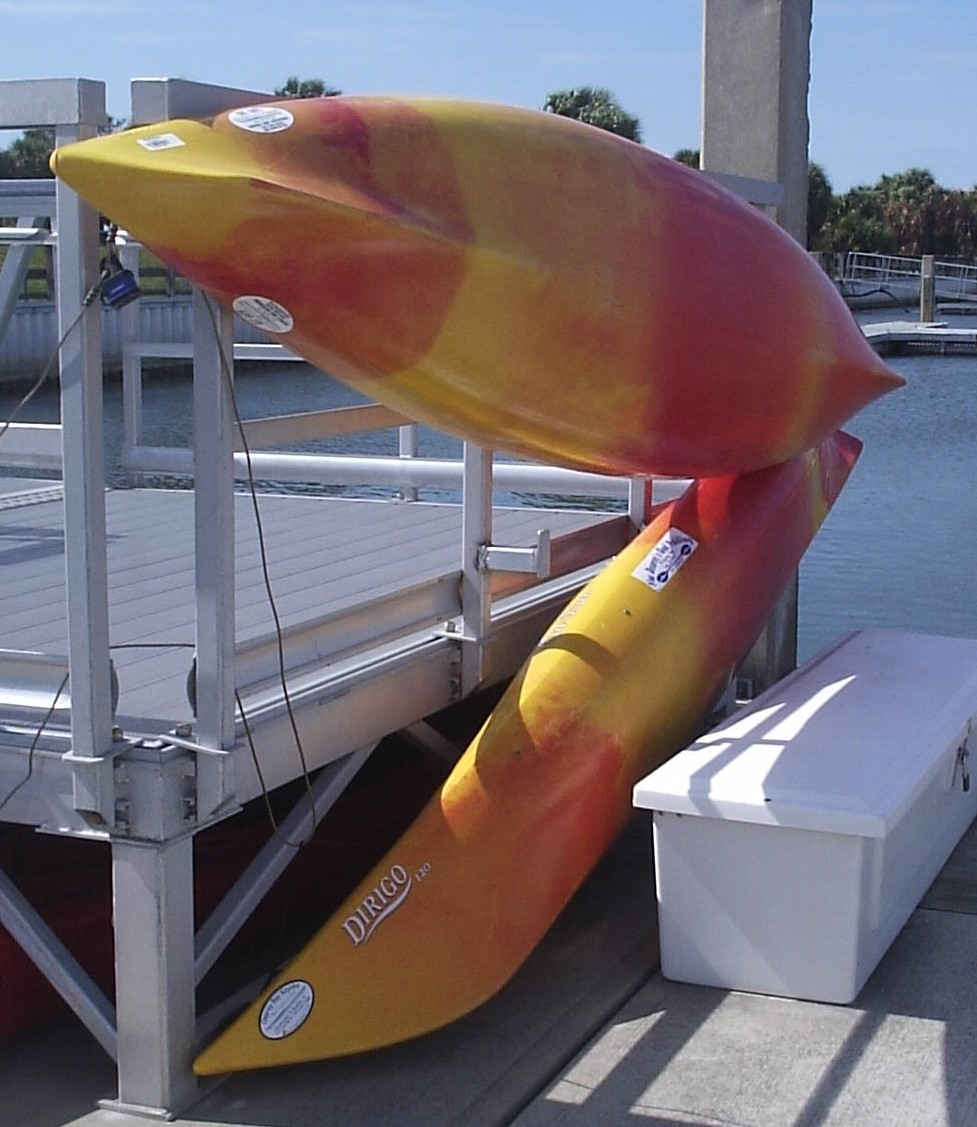
Caiaques no Parque Estadual de Caladesi

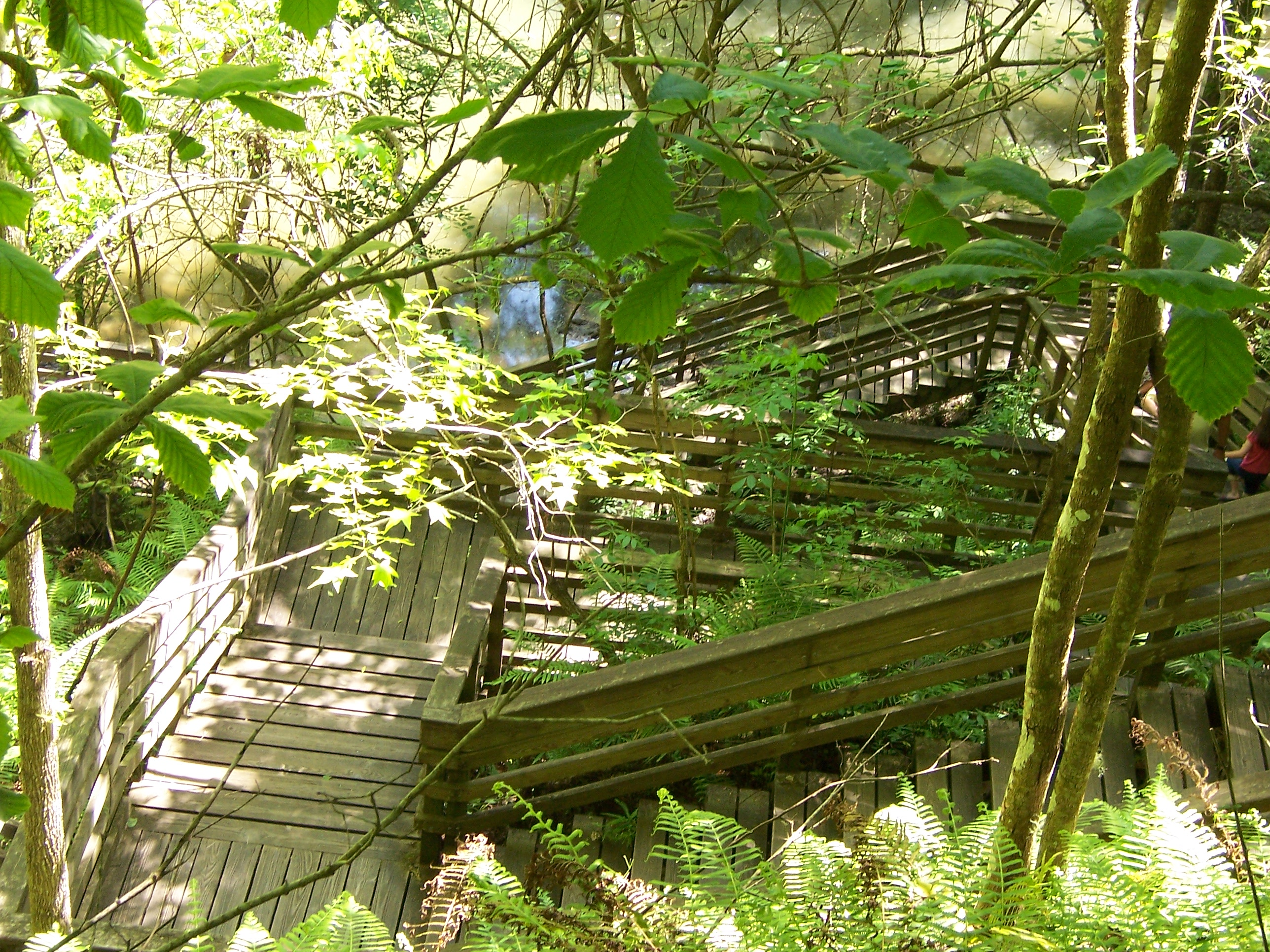
Plataforma de observação no Parque Geológico Estadual de Devil's Millhopper

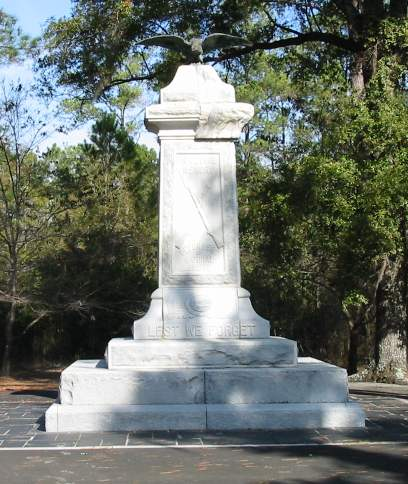
Monumento no Sítio Histórico Estadual de Natural Bridge Battlefield

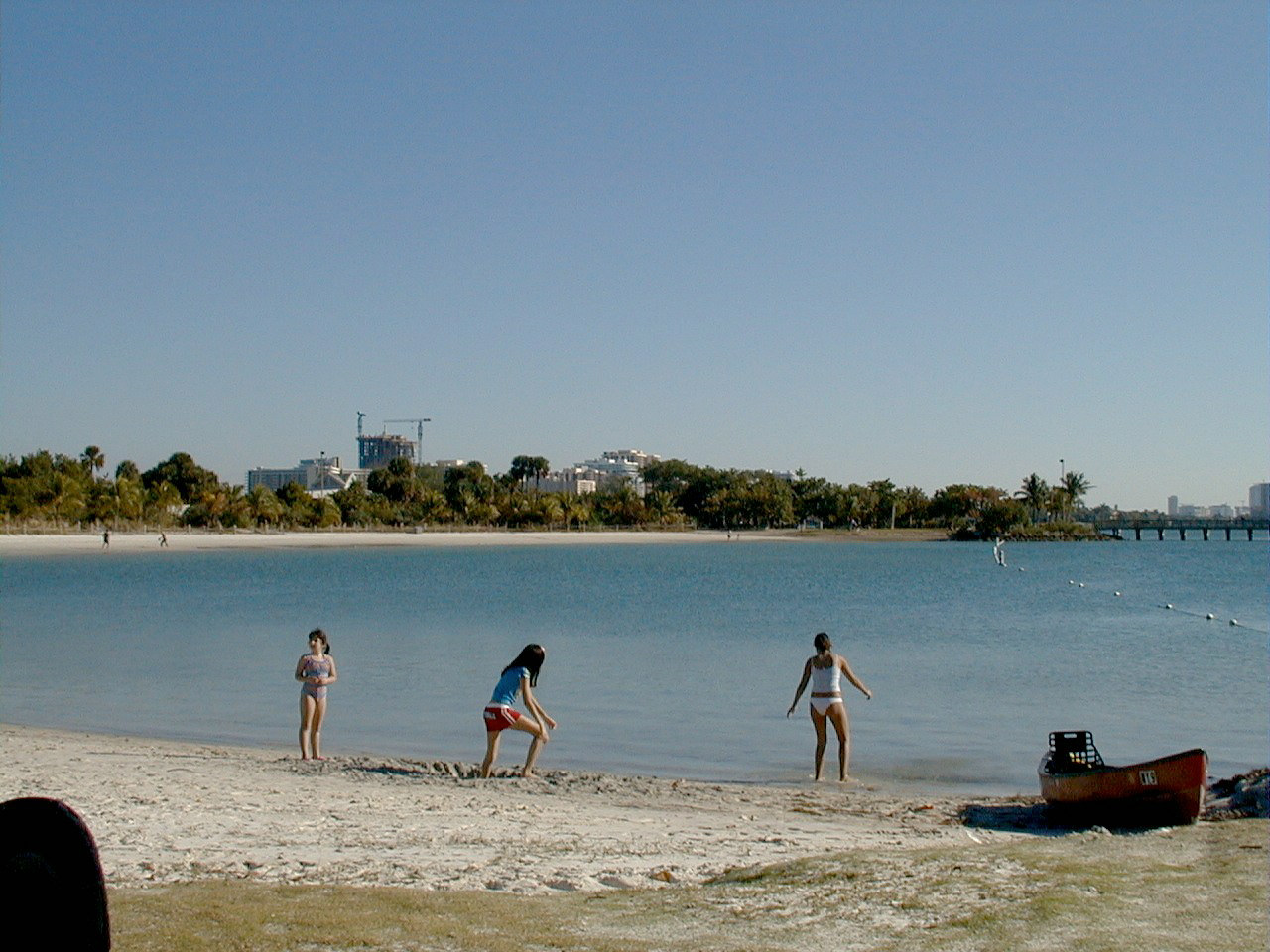
A praia no Parque Estadual de Oleta River

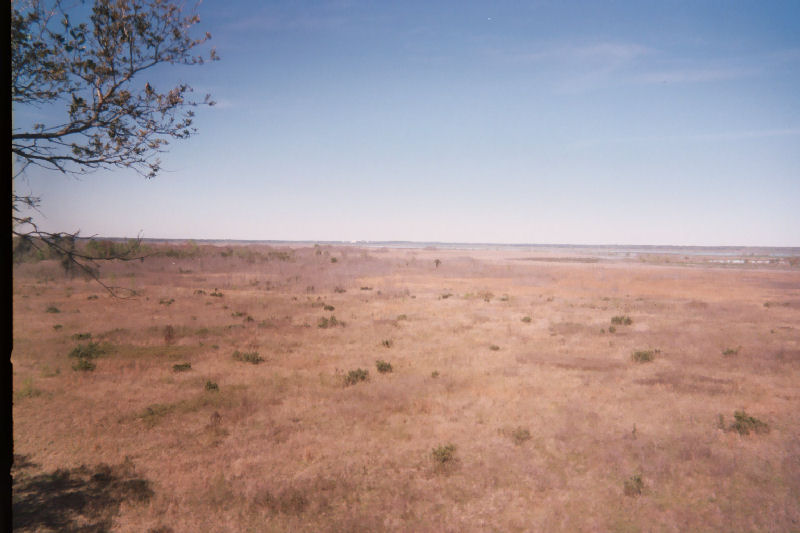
Vista norte a partir da torre de observação da Reserva Natural de Paynes Prairie

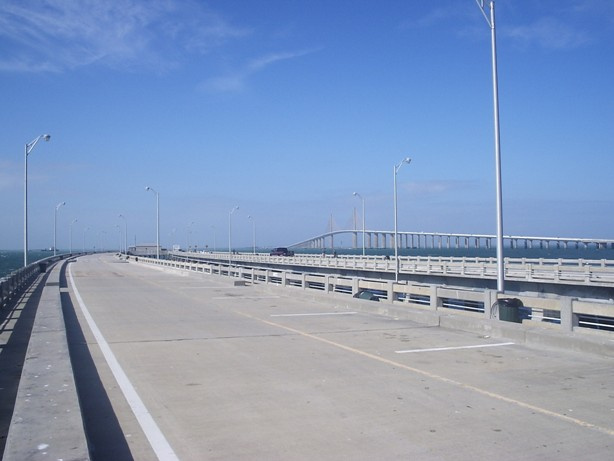
Parte norte do Sunshine Skyway. A Ponte Sunshine Skyway aparece à direita.

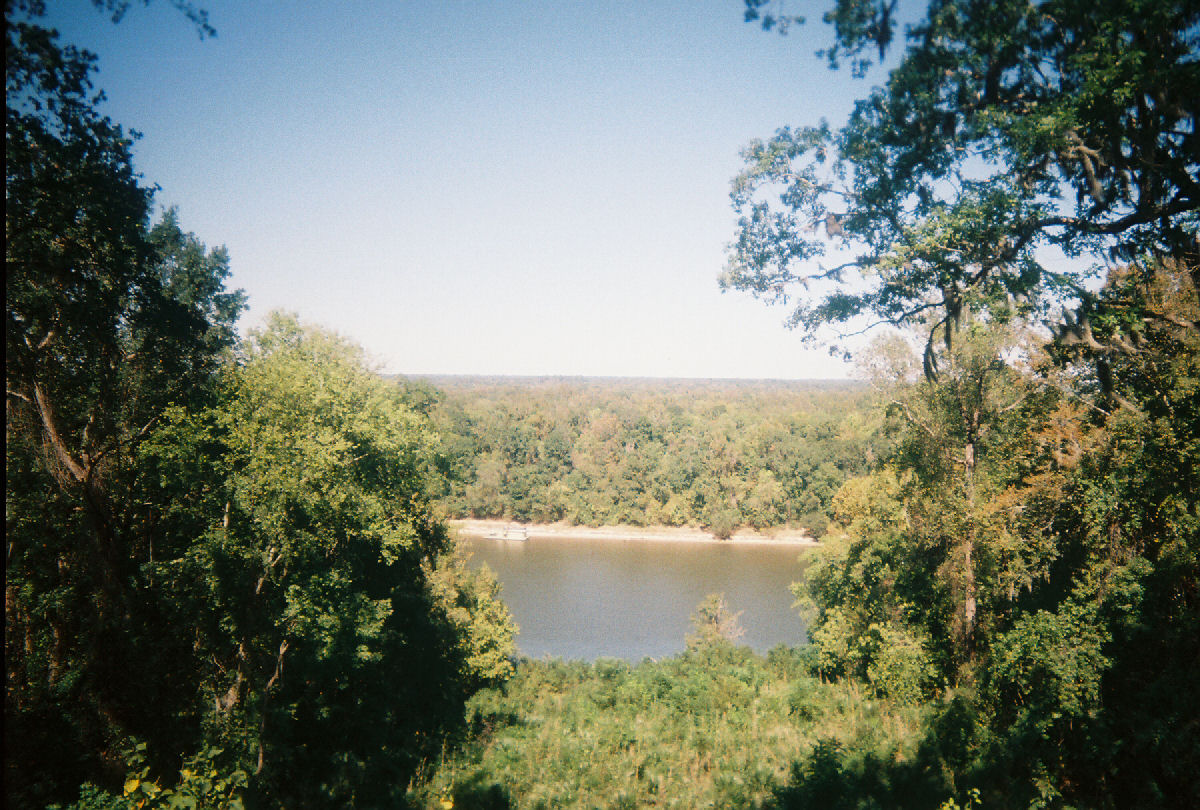
Vista do rio Apalachicola a partir do escarpado no Parque Estadual Torreya

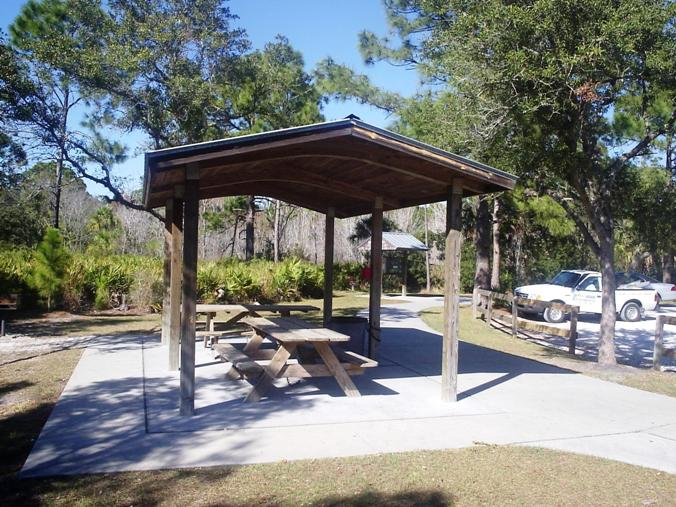
Tenda de piquenique no Parque Estadual Werner-Boyce Salt Springs

Esta é uma lista dos 153 parques estaduais e reservas do estado norte-americano da Flórida mantidos sob a autoridade do sistema de Parques Estaduais da Flórida (Florida State Parks).

## A
- Parque Estadual de Alafia River
- Parque Estadual de Alfred B. Maclay Gardens
- Allen David Broussard Catfish Creek
- Parque Estadual de Amelia Island
- Parque Estadual Anastasia
- Parque Estadual de Anclote Key Preserve
- Parque Estadual Avalon

## B
- Parque Estadual de Bahia Honda
- Parque Estadual de Bald Point
- Parque Histórico Estadual Barnacle
- Parque Estadual de Big Lagoon
- Parque Estadual de Big Shoals
- Parque Estadual de Big Talbot Island
- Parque Estadual de Bill Baggs Cape Florida
- Parque Estadual de Blackwater River
- Parque Estadual de Blue Spring
- Parque Estadual de Bulow Creek
- Parque Histórico Estadual de Bulow Plantation Ruins

## C
- Parque Estadual de Caladesi Island
- Parque Estadual de Camp Helen
- Parque Estadual de Cayo Costa
- Reserva Estadual de Cedar Key Scrub
- Parque Estadual do Museu de Cedar Key
- Parque Estadual de Charlotte Harbor Preserve
- Parque Estadual Collier-Seminole
- Parque Estadual de Colt Creek
- Parque Estadual do Museu de Constitution Convention
- Parque Arqueológico Estadual de Crystal River
- Parque Estadual de Crystal River Preserve
- Parque Estadual de Curry Hammock

## D
- Parque Histórico Estadual de Dade Battlefield
- Parque Botânico Estadual de Dagny Johnson Key Largo Hammock
- Parque Estadual de De Leon Springs
- Parque Estadual de Deer Lake
- Parque Estadual de Delnor-Wiggins Pass
- Parque Geológico Estadual Devil's Millhopper
- Parque Estadual de Don Pedro Island
- Sítio Histórico Estadual de Dudley Farm
- Dunns Creek

## E
- Parque Estadual de Econfina River
- Parque Estadual de Eden Gardens
- Parque Estadual de Edward Ball Wakulla Springs
- Parque Estadual de Egmont Key
- Parque Estadual de Estero Bay Preserve

## F
- Parque Estadual de Fakahatchee Strand Preserve
- Parque Estadual de Falling Waters
- Parque Estadual de Fanning Springs
- Parque Estadual de Faver-Dykes
- Parque Estadual de Florida Caverns
- Parque Estadual do Museu de Forest Capital
- Parque Estadual do Fort Clinch
- Parque Estadual do Fort Cooper
- Sítio Histórico do Fort Foster
- Parque Cultural Estadual da Ilha do Fort George
- Parque Histórico Estadual do Fort Mose
- Parque Estadual do Fort Pierce Inlet
- Parque Histórico Estadual do Fort Zachary Taylor
- Parque Estadual Fred Gannon Rocky Bayou

## G
- Trilha Estadual de Gainesville-Hawthorne
- Parque Histórico Estadual de Gamble Plantation
- Parque Estadual Gamble Rogers Memorial
- Parque Estadual de Gasparilla Island
- Parque Estadual de George Crady Bridge Fishing Pier
- Parque Estadual de Gold Head Branch - ver Parque Estadual de Mike Roess Gold Head Branch
- Parque Estadual de Grayton Beach

## H
- Parque Estadual de Henderson Beach
- Parque Estadual de Highlands Hammock
- Parque Estadual de Hillsborough River
- Parque Estadual de Homosassa Springs Wildlife
- Parque Estadual de Honeymoon Island
- Parque Estadual de Hontoon Island
- Parque Estadual de Hugh Taylor Birch

## I
- Parque Estadual de Ichetucknee Spring
- Sítio Histórico Estadual de Indian Key

## J
- Parque Estadual de John D. MacArthur Beach
- Museu Estadual John Gorrie
- Parque Estadual do Recife de Corais John Pennekamp
- Parque Estadual de John U. Lloyd Beach
- Parque Estadual Jonathan Dickinson

## K
- Parque Estadual de Kissimmee Prairie Preserve
- Sítio Histórico Estadual de Koreshan

## L
- Parque Estadual de Lafayette Blue Springs
- Parque Estadual do Lago Griffin
- Parque Arqueológico Estadual de Lake Jackson Mounds
- Parque Estadual do Lago June no Winter Scrub
- Parque Estadual do Lago Kissimmee
- Parque Estadual do Lago Louisa
- Parque Estadual do Lago Manatee
- Parque Estadual do Lago Talquin
- Letchworth Mounds
- Parque Botânico Estadual de Lignumvitae Key
- Parque Estadual de Little Manatee River
- Parque Estadual de Little Talbot Island
- Parque Estadual de Long Key
- Parque Estadual de Lovers Key / Carl E. Johnson
- Parque Estadual de Lower Wekiva River Preserve

## M
- Sítio Arqueológico Estadual de Madira Bickel Mound
- Parque Estadual de Madison Blue Springs
- Parque Estadual de Manatee Springs
- Parque Histórico Estadual de Marjorie Kinnan Rawlings
- Parque Estadual de Mike Roess Gold Head Branch
- Parque Arqueológico Estadual de Mound Key
- Parque Estadual de Myakka River

## N
- Sítio Histórico Estadual de Natural Bridge Battlefield
- Parque Estadual de North Peninsula

## O
- Parque Estadual O'Leno
- Parque Estadual de Ochlockonee River
- Parque Estadual de Oleta River
- Parque Histórico Estadual de Olustee Battlefield
- Orman House
- Parque Estadual Oscar Scherer

## P
- Parque Histórico Estadual de Paynes Creek
- Reserva Estadual de Paynes Prairie
- Parque Estadual de Peacock Springs
- Parque Estadual de Perdido Key
- Parque Estadual de Ponce de Leon Springs
- Parque Estadual de Pumpkin Hill Creek Preserve

## R
- Parque Estadual de Rainbow Springs
- Parque Estadual de Ravine Gardens
- Parque Estadual de River Rise Preserve
- Reserva Estadual de Rock Springs Run
- Parque Estadual de Rocky Bayou - ver Parque Estadual de Fred Gannon Rocky Bayou

## S
- Parque Estadual de San Felasco Hammock Preserve
- Parque Histórico Estadual de San Marcos de Apalache
- Parque Arqueológico Estadual de San Pedro Underwater Preserve
- Parque Estadual de Savannas Preserve
- Parque Estadual de Seabranch Preserve
- Parque Estadual de Sebastian Inlet
- Parque Estadual de Silver River
- Parque Estadual de Skyway Fishing Pier
- Parque Estadual de St. Andrews
- Parque Estadual de St. George Island
- Parque Estadual de St. Joseph Peninsula
- Parque Estadual de St. Lucie Inlet Preserve
- Parque Estadual de St. Marks River
- Parque Estadual de St. Sebastian River Preserve
- Parque Estadual de Stephen Foster Folk Culture Center
- Parque Estadual de Stump Pass Beach
- Parque Estadual de Suwannee River

## T
- Tarkiln Bayou
- Parque Histórico Estadual The Barnacle
- Parque Estadual dos Três Rios
- Parque Estadual de Tomoka
- Parque Estadual de Topsail Hill Preserve
- Parque Estadual de Torreya
- Parque Estadual de Troy Springs

## W
- Parque Estadual de Waccasassa Bay Preserve
- Parque Estadual de Wakulla Springs, Lodge e Conference Center - ver Parque Estadual de Edward Ball Wakulla Springs
- Parque Estadual do Jardim dos Carvalhos de Washington
- Parque Estadual de Wekiwa Springs
- Parque Estadual de Werner-Boyce Salt Springs
- Parque Geológico Estadual de Windley Key Fossil Reef

## Y
- Parque Estadual do Museu de Ybor City
- Parque Histórico Estadual de Yellow Bluff Fort
- Yellow River Marsh
- Sítio Histórico Estadual de Yulee Sugar Mill Ruins